# Exu Caveira
Exu Caveira é uma falange de exus da Umbanda e da Quimbanda. É uma das entidades mais cultuadas dentro da religião umbandista.
Tem ritualística muito parecida com a de Exu Tata Caveira, com o qual costuma ser confundido. No entanto, enquanto Tata Caveira trabalha nos sete campos da fé, o Exu Caveira trabalha "nos mistérios da geração, na calunga" (cemitério).